# Lista över fornlämningar i Västerås kommun
Lista över fornlämningar i Västerås kommun är en förteckning av ett urval av de fornlämningar som finns i Västerås kommun.

## Björksta
Se Lista över fornlämningar i Västerås kommun (Björksta)

## Dingtuna
Se Lista över fornlämningar i Västerås kommun (Dingtuna)

## Haraker
Se Lista över fornlämningar i Västerås kommun (Haraker)

## Hubbo
Se Lista över fornlämningar i Västerås kommun (Hubbo)

## Irsta
Se Lista över fornlämningar i Västerås kommun (Irsta)

## Kungsåra
Se Lista över fornlämningar i Västerås kommun (Kungsåra)

## Kärrbo
Se Lista över fornlämningar i Västerås kommun (Kärrbo)

## Lillhärad
Se Lista över fornlämningar i Västerås kommun (Lillhärad)

## Romfartuna
Se Lista över fornlämningar i Västerås kommun (Romfartuna)

## Rytterne
Se Lista över fornlämningar i Västerås kommun (Rytterne)

## Sevalla
| Namn                         | Lämningstyp  | Tillkomsttid | Historisk indelning  | Plats | Läge                 | ID-nr          | Bild                                 |
| ---------------------------- | ------------ | ------------ | -------------------- | ----- | -------------------- | -------------- | ------------------------------------ |
| Sevalla 3:1                  | Gravfält     |              | Sevalla, Västmanland |       | 59.730755, 16.759822 | 10231700030001 | Ladda upp en bild av detta fornminne |
| Sevalla 4:1                  | Gravfält     |              | Sevalla, Västmanland |       | 59.730281, 16.760456 | 10231700040001 | Ladda upp en bild av detta fornminne |
| Gullbo (Sevalla 9:1)         | Fornborg     |              | Sevalla, Västmanland |       | 59.782557, 16.668872 | 10231700090001 | Ladda upp en bild av detta fornminne |
| Sevalla 16:1                 | Gravfält     |              | Sevalla, Västmanland |       | 59.734509, 16.699067 | 10231700160001 | Ladda upp en bild av detta fornminne |
| Sevalla 20:1                 | Röse         |              | Sevalla, Västmanland |       | 59.784252, 16.695252 | 10231700200001 | Ladda upp en bild av detta fornminne |
| Kuckelbobacke (Sevalla 63:1) | Stensättning |              | Sevalla, Västmanland |       | 59.729265, 16.734432 | 10231700630001 | Ladda upp en bild av detta fornminne |
| Kuckelbobacke (Sevalla 63:2) | Gravhägnad   |              | Sevalla, Västmanland |       | 59.729157, 16.734442 | 10231700630002 | Ladda upp en bild av detta fornminne |
| Sevalla 76:1                 | Stensättning |              | Sevalla, Västmanland |       | 59.734885, 16.764793 | 10231700760001 | Ladda upp en bild av detta fornminne |

## Skultuna
Se Lista över fornlämningar i Västerås kommun (Skultuna)

## Tillberga
Se Lista över fornlämningar i Västerås kommun (Tillberga)

## Tortuna
Se Lista över fornlämningar i Västerås kommun (Tortuna)

## Västerås
Se Lista över fornlämningar i Västerås kommun (Västerås, stensättningar)
Se Lista över fornlämningar i Västerås kommun (Västerås, övriga)

## Västerås-Barkarö
Se Lista över fornlämningar i Västerås kommun (Västerås-Barkarö)

## Ängsö
Se Lista över fornlämningar i Västerås kommun (Ängsö)